# کربنیک آنهیدراز
کربنیک انیدراز (Carbonic anhydrase) آنزیمی است که در هر مولکول آن یک اتم روی (Zn) وجود دارد. در بافت‌های مختلف و در گویچه‌های قرمز خون حضور دارد. برحسب شرایط بدن، این آنزیم موجب تشکیل اسیدکربنیک از گازکربنیک و آب می‌شودولی تجزیه اسید کربنیک خود  به خودی وتوسط آن است و یا موجب شکستن اسیدکربنیک به گازکربنیک و آب می‌گردد. این واکنش‌ها انتقال گازکربنیک از بافت‌ها به گویچه‌های قرمز و انتقال گازکربنیک از گویچه‌های قرمز به شُش‌ها را تسهیل می‌کند. کربنیک انیدرازها را بر اساس ساختار کریستالی آن‌ها در ۵ خانواده تقسیم‌بندی کرده‌اند که با وجود تنوع در ساختارشان، همهٔ آن‌ها در جایگاه فعالشان دارای عنصر روی هستند. کربنیک انیدرازها علاوه بر نقش مهمی که در انتقال گازهای تنفسی دارند، در بافت‌های مختلف نقش‌های متنوعی بر عهده دارند که فرایندهای فیزیولوژیکی و پاتولوژیکی مهمی را انجام می‌دهند از جمله: انتقال یون‌ها، ترانسپورت اسید و باز، گلوکونئوژنز، لیپوژنز، ساخت تعدادی از اسیدهای آمینه، بیوسنتز نوکلئوتیدهای پیریمیدین و. . . . نقش کربنیک انیدراز در غشای گلبول قرمز در انتقال گازهای تنفسی از اهمیت ویژه ای برخوردار است و بسیار مورد مطالعه قرار گرفته‌است. در بافت‌های بدن غلظت دی اکسید کربن بسیار بیشتر از پلاسما است و در جهت شیب غلظت دی اکسید کربن وارد گلبول قرمز می‌شود و توسط آنزیم کربنیک انیدراز به بیکربنات و پروتون تبدیل می‌شود، پروتون تولید شده به هموگلوبین متصل می‌شود و جایگزین اکسیژن شده و این مکانیسم سرانجام باعث آزادسازی اکسیژن در بافت‌ها می‌شود و در جهت شیب غظت اکسیژن آزاد شده به درون بافت‌ها انتشار می یابد و بیکربنات تولید شده توسط آنزیم از طریق مبدل آنیون از درون گلبول قرمز به درون پلاسما انتشار می یابد. در شش‌ها وقایع بالا کاملاً برعکس اتفاق می افتد اکسیژن در جهت شیب غلظت از شش وارد گلبول قرمز شده و به هموگلوبین متصل شده و پروتونی که در بافت به هموگلوبین متصل شده بود در این مرحله آزاد می‌شود و با بیکربات توسط آنزیم کربنیک انیدراز به دی اکسید کربن و آب تبدیل می‌شود. دی اکسید کربن تولید شده در جهت شیب غلظت وارد شش‌ها می‌شود.
CO2 + H2O ←{Carbonic\ anhydrase}−

## مهار کربنیک آنهیدراز
داروهای مهارکننده آنزیم کربنیک آنهیدراز اثرات متفاوتی دارند به عنوان نمونه مهارکننده‌های این آنزیم در بخش پروکسیمال نفرون‌های کلیه مانند استازولامید به عنوان ادرارآور عمل می‌کنند و مهارکننده‌های تیپ دو این آنزیم در چشم مانند قطره دورزلامید، در درمان گلوکوم (با مکانیسم کاهش سنتز زلالیه) کاربرد دارند.